# 環夫人
环夫人（2世纪—3世纪），彭城郡（今江苏省徐州市）人，三国时曹操的妾室。封为夫人。共为曹操生有三子：追封邓哀王曹冲（195年）、彭城王曹据、燕王曹宇。
魏文帝即位后，尊封环夫人为太妃。太和六年（232年），因为环夫人是彭城人，魏明帝改封环夫人第二个儿子义阳王曹据为彭城王。景元元年（260年），司马昭拥立环夫人的孙子、燕王曹宇的儿子曹奂为魏元帝。